# Ekonomska fakulteta v Nišu
Ekonomska fakulteta (izvirno srbsko Економски факултет у Нишу), s sedežem v Nišu, je fakulteta, ki je članica Univerze v Nišu.